# ان‌جی‌سی ۶۷۴۵
ان‌جی‌سی ۶۷۴۵ (انگلیسی: NGC 6745) نام یک کهکشان در صورت فلکی شلیاق است.